# Вакавілл
Вакавілл (англ. Vacaville) — місто (англ. city) в США, в окрузі Солано штату Каліфорнія. Розташоване у приблизно 56 км від Сакраменто й у 89 км від Сан-Франциско, є частиною Конурбації Сан-Францискої затоки, проте іншими державними установами зараховується до долини річки Сакраменто. Населення — 102 386 осіб (2020), що робить його 3-ім за величиною містом в окрузі Солано.

## Історія
Місто було спочатку засновано на землі Мануеля Кабеза Вака, яку він продав її у серпні 1850 Вільяму Макденіелу..
Місто було місцем зупинки Поні-Експреса й стало домом для багатьох великих постачальників сільськогосподарської продукції та місцевих ферм, що квітли на багатому ґрунті Вака долини.

## Географія та навколишнє середовище
Існує ряд рідкісних й зникаючих видів у стороні Вакавіля. Перебувають під загрозою зникнення рослини, що історично виникли у весняних калюжах навколо Вакавіля: Legenre limosa, Plagiobothrys hystriculus, Downingia humilis, Контракоста Голдфілди (Lasthenia conjugens), й Ефектні індіанська конюшина (Тріфоліум amoenum). До цього дня можна знайти Trifolium amoenum у Регіональному парку Лагунська Долина.
За даними Бюро перепису населення США в 2010 році місто мало площу 74,03 км², з яких 73,48 км² — суходіл та 0,55 км² — водойми. Крім Пута Південний канал і дрібних місцевих струмків, єдиним значним водоймою в місті є 105-акрів (0,42 км2) лагуну долини озера.

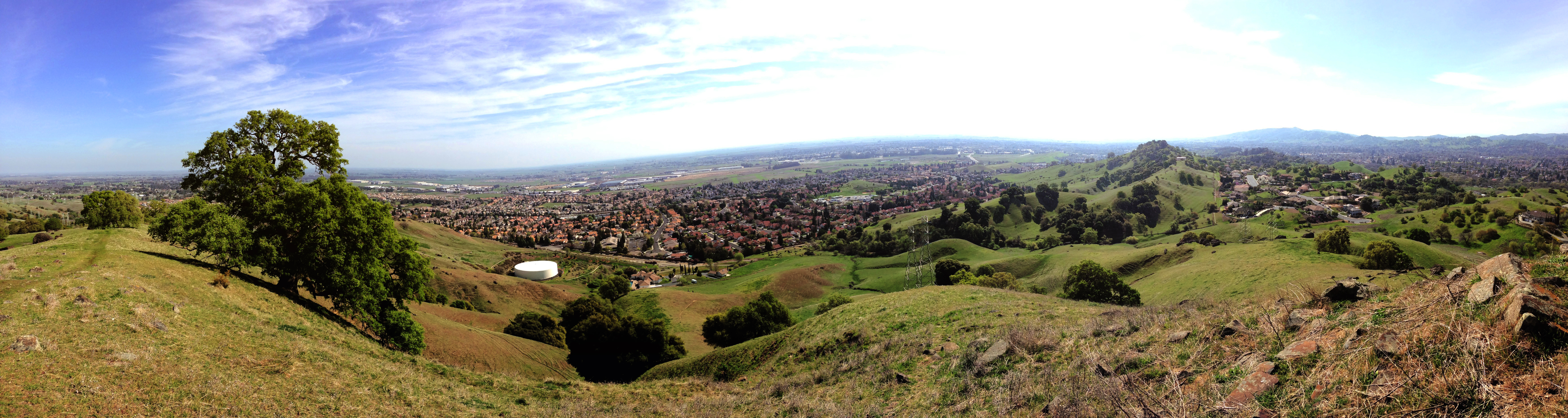
Вакавіллські пагорби

Несамоврядні села Аллендейл й Ельміра вважаються частиною «великого» Вакавіля.

### Історичні місця
До складу міста входять кілька історичних будівель й місць: Пенья саманна хата, Будинок Вила Х. Бака, Плезантс ранчо й Вакавіллський Таунхол.

## Клімат
Вакавілл має типовий середземноморський клімат з жарким, сухим літом й прохолодною, вологою зимою. Характерні для Внутрішньої Каліфорнії, літом може бути дуже жарко, восени — тепло на початку, але швидко холоднішає з наступом вологого сезону; взимку може бути прохолодно й часто туманно, але більш м'яко в порівнянні з іншими регіонами; навесні досить гарна погода з досить помірною температурою й обмаль дощів. Більшість опадів випадає восени, взимку й навесні, без опадів влітку.
За даними Національної метеорологічної служби, середні температури січня в Вакавілі максимум 55,4 °F (13,0 °C) й мінімум 36,7 °F (2,6 °C). Середня температура липня не перевищує 95,2 °F (35,1 °C) й мінімум 56,1 °F (13,4 °C). Є в середньому 87,7 днів, з температурою до 90 °F (32 °C) або вище. У середньому 30.7 днів з мінімумів 32 °F (0 °C) або нижче. Рекордно висока температура 116 °F (47 °C) на 23 липня 2006. Рекордно низька температура була + 14 °F (−10 °C) 26 грудня, 1924.
Середньорічна кількість опадів становить 24,55 дюйма (624 мм). Є в середньому 57 днів з вимірними опадами. Самий вологий рік був 1983 з 48,90 дюйма (1 242 мм), найбільш сухий рік 2012 з 5 дюймів. Найбільша кількість опадів за один місяць був 19,83 дюйма (504 мм) у січні 1916 року. Найбільша кількість опадів за 24 години 6,10 дюйма (155 мм) 27 лютого 1940. Снігопад рідкісний у Вакавілі, але маловимірних кількостях — мали місце, у тому числі 2,2 дюйма (56 мм) у січні 1907 й 2,0 дюйма (51 мм) в грудні 1988 року.
| Клімат : Вакавілл       | Клімат : Вакавілл | Клімат : Вакавілл | Клімат : Вакавілл | Клімат : Вакавілл | Клімат : Вакавілл | Клімат : Вакавілл | Клімат : Вакавілл | Клімат : Вакавілл | Клімат : Вакавілл | Клімат : Вакавілл | Клімат : Вакавілл | Клімат : Вакавілл | Клімат : Вакавілл |
| Показник                | Січ.              | Лют.              | Бер.              | Квіт.             | Трав.             | Черв.             | Лип.              | Серп.             | Вер.              | Жовт.             | Лист.             | Груд.             | Рік               |
| Абсолютний максимум, °C | 27,2              | 27,8              | 32,8              | 37,2              | 40,6              | 46,1              | 46,7              | 45,6              | 44,4              | 40,6              | 32,8              | 25,6              | 46,7              |
| Середній максимум, °C   | 13,3              | 16,7              | 20,0              | 23,3              | 27,8              | 32,2              | 35,6              | 35,0              | 32,8              | 26,7              | 18,9              | 13,3              | 24,7              |
| Середній мінімум, °C    | 3,9               | 5,6               | 7,2               | 8,3               | 11,1              | 13,9              | 15,6              | 15,0              | 13,9              | 11,1              | 6,7               | 3,9               | 9,7               |
| Абсолютний мінімум, °C  | −7,8              | −8,9              | −3,3              | −1,7              | 0,0               | 2,2               | 4,4               | 3,9               | 3,9               | −0,6              | −5,6              | −8,3              | −8,9              |
| Норма опадів, мм        | 135               | 137               | 90                | 33                | 19                | 3                 | 0                 | 2                 | 7                 | 30                | 80                | 133               | 669               |
| ----------------------- | ----------------- | ----------------- | ----------------- | ----------------- | ----------------- | ----------------- | ----------------- | ----------------- | ----------------- | ----------------- | ----------------- | ----------------- | ----------------- |
| Джерело:                |                   |                   |                   |                   |                   |                   |                   |                   |                   |                   |                   |                   |                   |

## Демографія

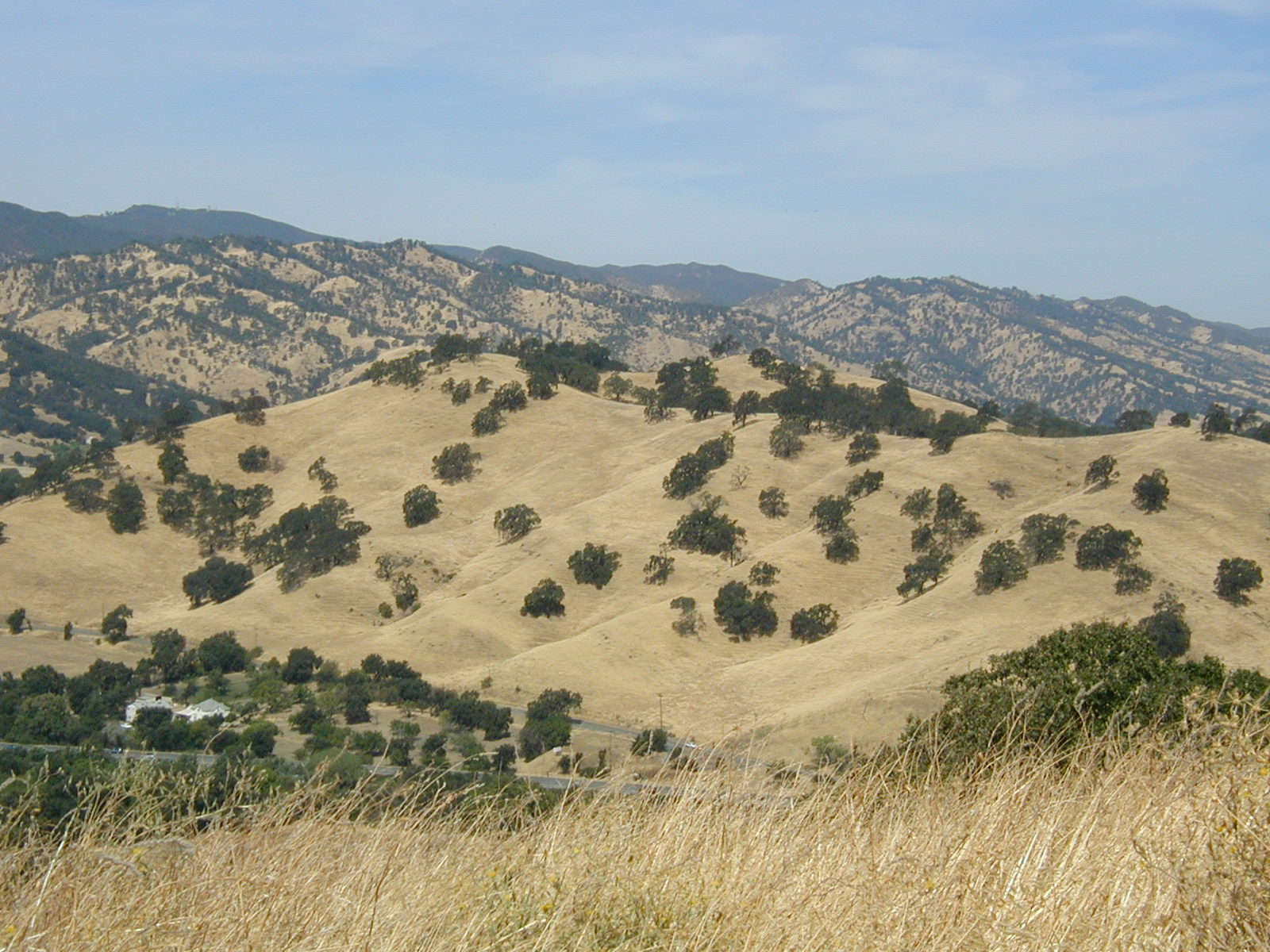
Вакавіллські пагорби влітку

Згідно з переписом 2010 року, у місті мешкало 92 428 осіб у 31 092 домогосподарствах у складі 22 101 родини. Густота населення становила 1248 осіб/км². Було 32814 помешкання (443/км²).
Расовий склад населення:
| - 66,3 % — білих - 10,3 % — чорних або афроамериканців - 6,1 % — азіатів - 0,9 % — корінних американців - 0,6 % — вихідців з тихоокеанських островів - 8,8 % — осіб інших рас |

До двох чи більше рас належало 7,0 %. Частка іспаномовних становила 22,9 % від усіх жителів.
За віковим діапазоном населення розподілялося таким чином: 23,3 % — особи молодші 18 років, 66,2 % — особи у віці 18—64 років, 10,5 % — особи у віці 65 років та старші. Медіана віку мешканця становила 37,2 року. На 100 осіб жіночої статі у місті припадало 112,5 чоловіків; на 100 жінок у віці від 18 років та старших — 115,1 чоловіків також старших 18 років.
Середній дохід на одне домашнє господарство становив 87 625 доларів США (медіана — 74 001), а середній дохід на одну сім'ю — 97 612 долари (медіана — 85 441). Медіана доходів становила 61 736 доларів для чоловіків та 47 986 доларів для жінок. За межею бідності перебувало 10,7 % осіб, у тому числі 17,4 % дітей у віці до 18 років та 7,2 % осіб у віці 65 років та старших.
Цивільне працевлаштоване населення становило 40 757 осіб. Основні галузі зайнятості: освіта, охорона здоров'я та соціальна допомога — 22,6 %, роздрібна торгівля — 13,9 %, публічна адміністрація — 11,2 %, мистецтво, розваги та відпочинок — 9,2 %.

## Господарство

### Промисловість
Біотехнологічно-фармацевтичні об'єкти підприємств Genentech, ALZA Corporation, Kaiser Permanente й Novartis International AG.
14 травня, 2014 ICON Aircraft оголосив, що вони будуть консолідувати всі функції компанії у новому 140000 квадратно-футовому підприємстві у Вакавілі.

### Туризм
Місто проводить щорічні Вакавіллські Фієста дні [Архівовано 5 березня 2019 у Wayback Machine.], у центрі міста з парадом
У місті розташовані Вакавіьські преміум оутлети — торговий центр з брендовими бутиками; Nut Tree (Горіхове дерево) торгове й розважальне містецко з дитячим парком, у якому є дитячій потяг.

### Уряд
Дві державні в'язниці розташовані у Вакавілі: Державна каліфорнійська в'язниця, Солано й Каліфорнійський медичний заклад, де в'язні лікуються.

### Топ роботодавців
| #  | Роботодавцем                                              | # співробітників |
| -- | --------------------------------------------------------- | ---------------- |
| 1  | Департамент виконання покарань та реабілітації Каліфорнії | 2,915            |
| 2  | Вакавилле Шкільний Округ                                  | 1,273            |
| 3  | Компанії Genentech                                        | 875              |
| 4  | Місто Вакавілл                                            | 820              |
| 5  | Алза                                                      | 750              |
| 6  | Державний Фонд Компенсаційного Страхування                | 670              |
| 7  | Кайзер Перманенті (Kaiser В Вакавилле)                    | 600              |
| 8  | Лікарня VacaValley                                        | 470              |
| 9  | М&G DuraVent                                              | 350              |
| 10 | Тревіс Кредитної Спілки                                   | 311              |

## Освіта

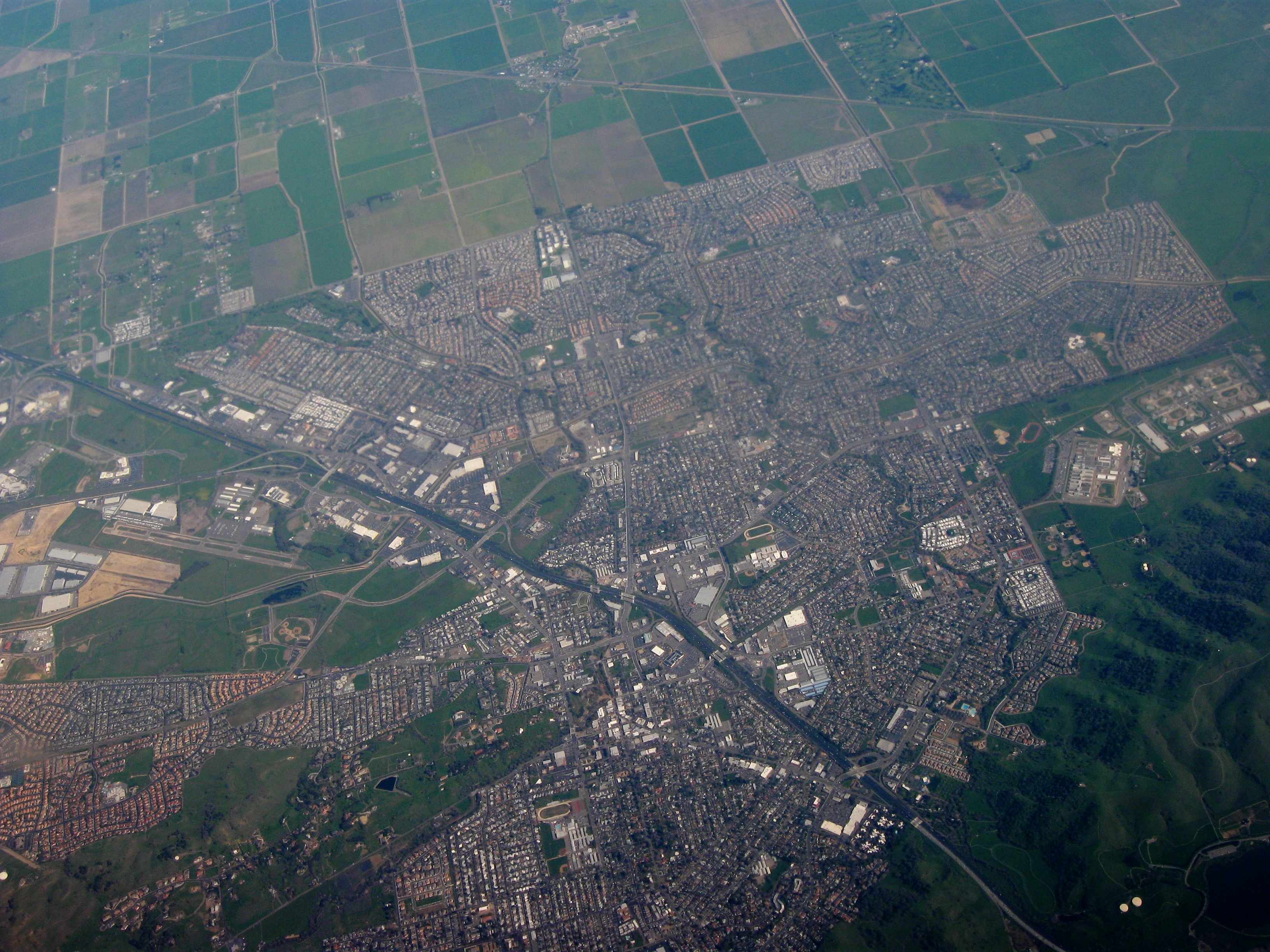
Аерофотознімок Вакавілю

#### Середні школи
- Букінгемська чартерна Магніт середня школа[12]
- Кантрі середній школа[13]
- Вакавіллська середня школа[14]
- Вілл С. Вуд середня Школа[15]
- Ернест Кімм Академія для самостійних учнів (к-12)

### Приватні школи
- Бетані Лютеранська дошкільна й початкова школа
- Віри Академія (Незалежна)
- Церковно-парафіяльна школа Нотр-Дам (католицька)
- Вакавильська адвентиська школа (Адвентистів Сьомого Дня)
- Вакавіллська християнська школа (від дошкільної до 12 класу)

### Коледжі та університети
Вакавілл обслуговується Соланським громадським коледжом. Зокрема, він пропонує ступінь молодшого спеціаліста в галузі біотехнологій, що потребують місцеві підприємства.
Інші коледжі та університети включають в себе:
- Каліфорнійська Морська Академіїя
- Туро університет коледж остеопатичної медицини
- Університет Фінікса

## Відомі люди
- Кері Лінн Джепсон — ботаніком і екологом
- Бонні Маккі — поп-співак і композитор
- Джекобі Шеддикс — соліст рок-групи папа Роуч[16]